# Heyderia
Heyderia es un género de hongos en la familia Hemiphacidiaceae. El género contiene seis especies.

## Especies
- Heyderia abietis
- Heyderia agariciphila
- Heyderia americana
- Heyderia cucullata
- Heyderia pusilla
- Heyderia sclerotiorum